# マルコス・パウロ・コスタ・ド・ナシメント
マルコス・パウロ・コスタ・ド・ナシメント（ポルトガル語: Marcos Paulo Costa do Nascimento、2001年2月1日 - ）は、ブラジル・サンゴンサロ出身のサッカー選手。ボアヴィスタSC所属。ポジションはフォワード。

## クラブ経歴

### フルミネンセ
リオデジャネイロ州のサンゴンサロに生まれ、2012年にフルミネンセFCでサッカーを始めると、17歳の時には450万ユーロもの契約解除金が付く選手となった。2018年10月27日、コパ・スダメリカーナのナシオナル戦を控えていたフルミネンセは、数人の主力選手に休養を与えるため、ユースからマルコス・パウロ含む数人の選手をトップチームに招集し、この日のカンピオナート・ブラジレイロ・セリエAのサントスFCのベンチ入りメンバーにした。しかし、試合には0-3で完敗し、マルコス・パウロに出番はやってこなかった。
2019年1月30日、リオデジャネイロ選手権のマドゥレイラEC戦にて、後半35分にブルーノ・シウヴァとの交代でピッチに入り、トップチームデビュー並びにプロデビューを果たした。5月18日にはクルゼイロECとの試合でリーグデビュー。
コパ・スダメリカーナ2019では、ベスト4に進んだチームで7試合に出場した。またプロ初ゴールをそのベスト4、CAペニャロールの第1戦で決めた。この2019シーズンはセリエAで24試合に出場して4ゴールを挙げたが、いずれの得点も終盤戦に挙げたものである。

### アトレティコ・マドリード
2021年7月5日、ラ・リーガのアトレティコ・マドリードにフリーで移籍し、5年契約を結んだ。しかし、その後8月24日にFCファマリカンへの1年間のローン移籍が決まった。
2022年9月1日、2022-23シーズンはレンタル移籍でCDミランデスに加入することが決定した。
2022年12月28日、サンパウロFCへのレンタルが発表された。
2024年8月29日、RWDモレンベークにレンタル移籍した。

### ボアヴィスタ
2025年1月23日、ボアヴィスタSCに3年契約で移籍した.。

## 代表経歴
マルコス・パウロは母方の祖父がポルトガルのヴィラ・レアル出身だったため、ブラジル代表とポルトガル代表の選択権を持っていた。2019年4月17日、U-18フランス代表との親善試合でU-18ポルトガル代表デビューを飾った。翌年のポルト国際トーナメントにてU-18ポルトガル代表の一員として参加したマルコス・パウロは、メキシコ戦で2ゴール、デンマーク戦で1ゴールを挙げ、大会優勝に貢献した。
2019年、第47回トゥーロン国際大会にU-19ポルトガル代表メンバーとして出場した。大会ではグループステージ初戦2試合に先発出場し、2戦目のイングランド戦でゴールを挙げた。

## 個人成績
2021年7月6日現在
| クラブ                   | シーズン     | リーグ戦       | リーグ戦 | リーグ戦 | カップ戦 | カップ戦 | 国際大会 | 国際大会 | その他 | その他 | 合計 | 合計 |
| クラブ                   | シーズン     | ディヴィジョン | 出場     | 得点     | 出場     | 得点     | 出場     | 得点     | 出場   | 得点   | 出場 | 得点 |
| ------------------------ | ------------ | -------------- | -------- | -------- | -------- | -------- | -------- | -------- | ------ | ------ | ---- | ---- |
| フルミネンセ             | 2019         | セリエA        | 24       | 4        | 2        | 0        | 6        | 2        | 3      | 0      | 35   | 6    |
| フルミネンセ             | 2020         | セリエA        | 20       | 3        | 5        | 2        | 2        | 0        | 11     | 3      | 38   | 8    |
| フルミネンセ             | クラブ通算   | クラブ通算     | 44       | 7        | 7        | 2        | 8        | 2        | 14     | 3      | 73   | 14   |
| アトレティコ・マドリード | 2021-22      | ラ・リーガ     |          |          |          |          |          |          |        |        |      |      |
| アトレティコ・マドリード | クラブ通算   |                |          |          |          |          |          |          |        |        |      |      |
| キャリア通算             | キャリア通算 | キャリア通算   | 44       | 7        | 7        | 2        | 8        | 2        | 14     | 3      | 73   | 14   |